# Er Grah

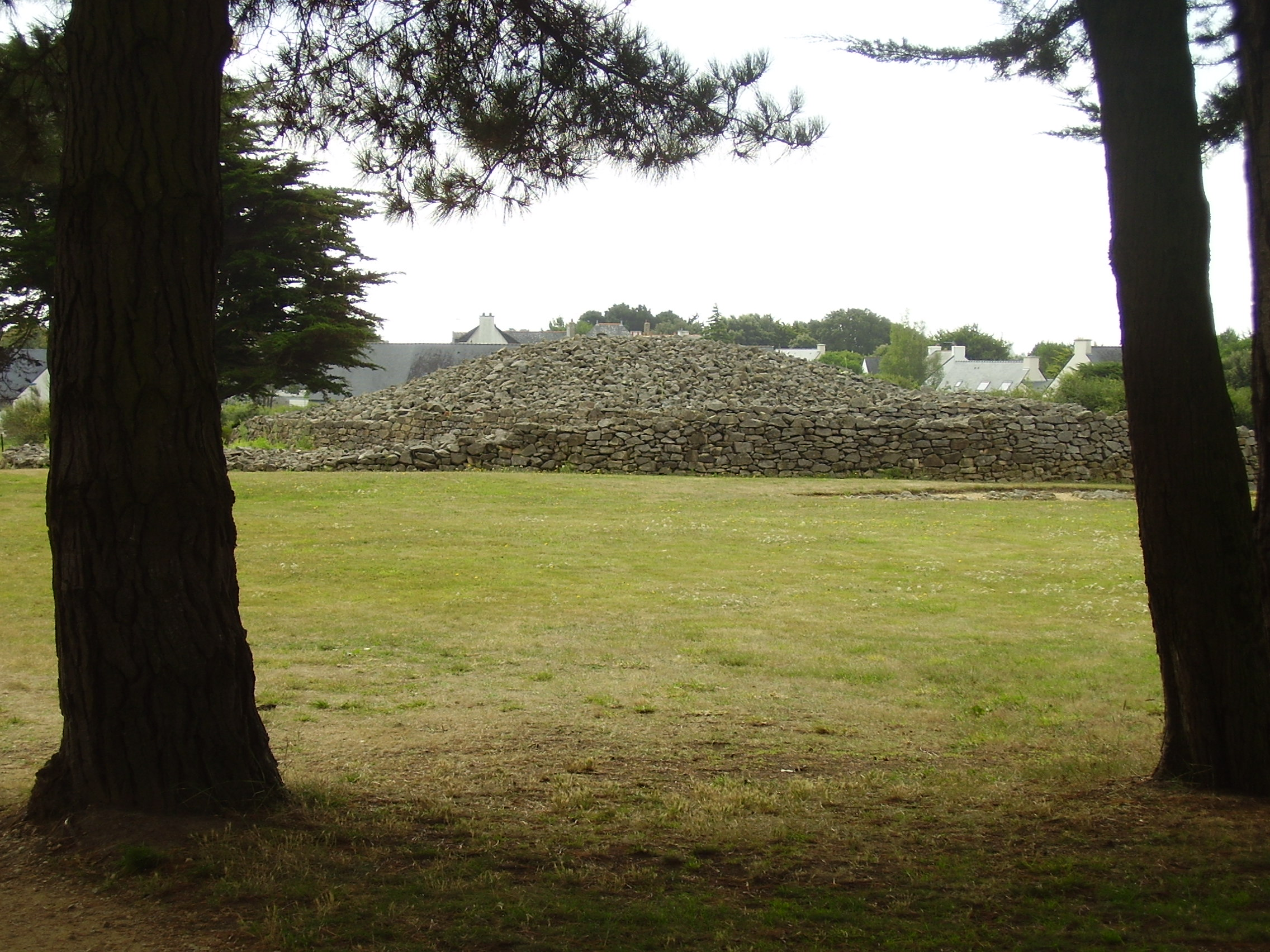
Er Grah

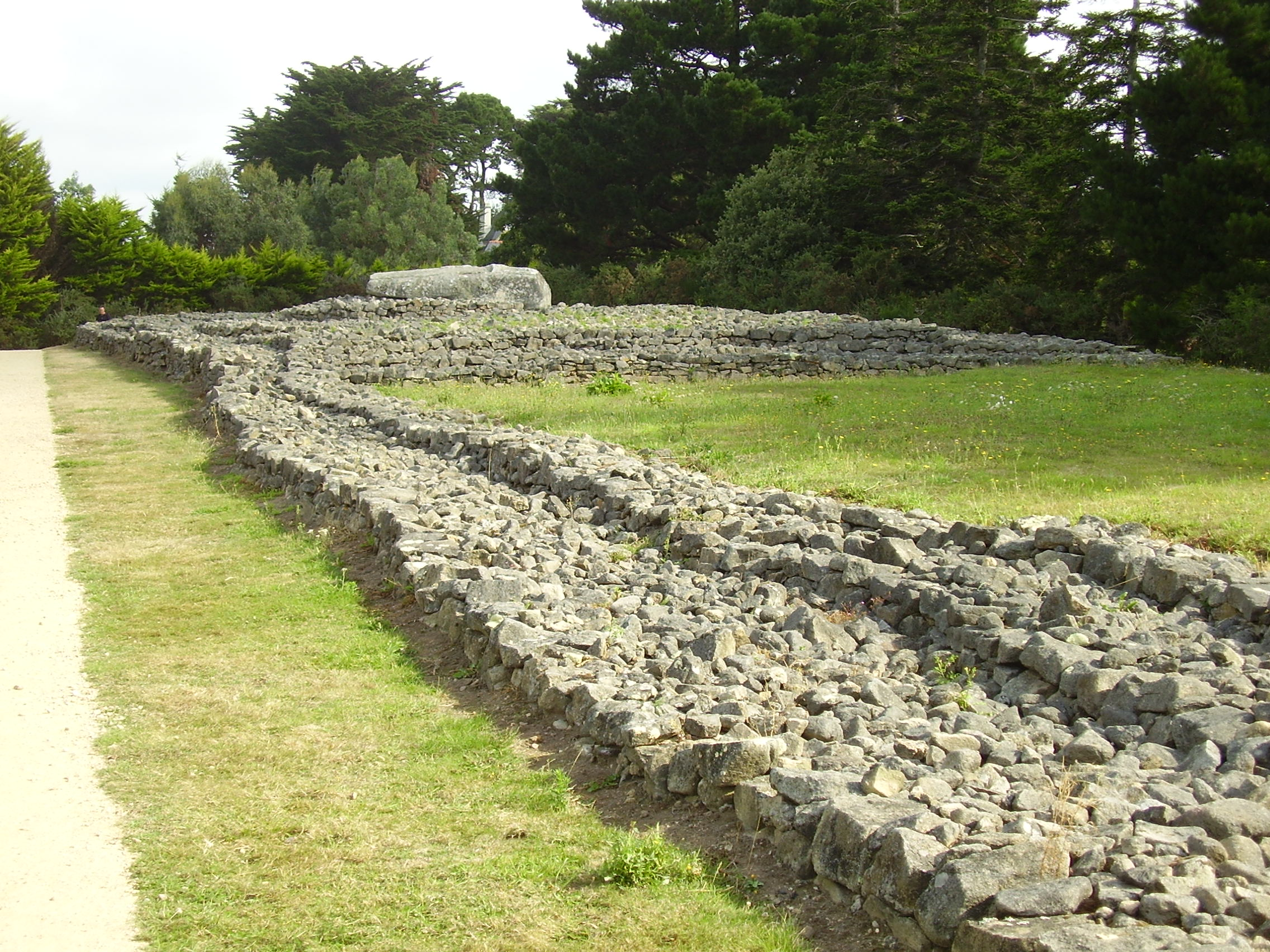
Er Grah

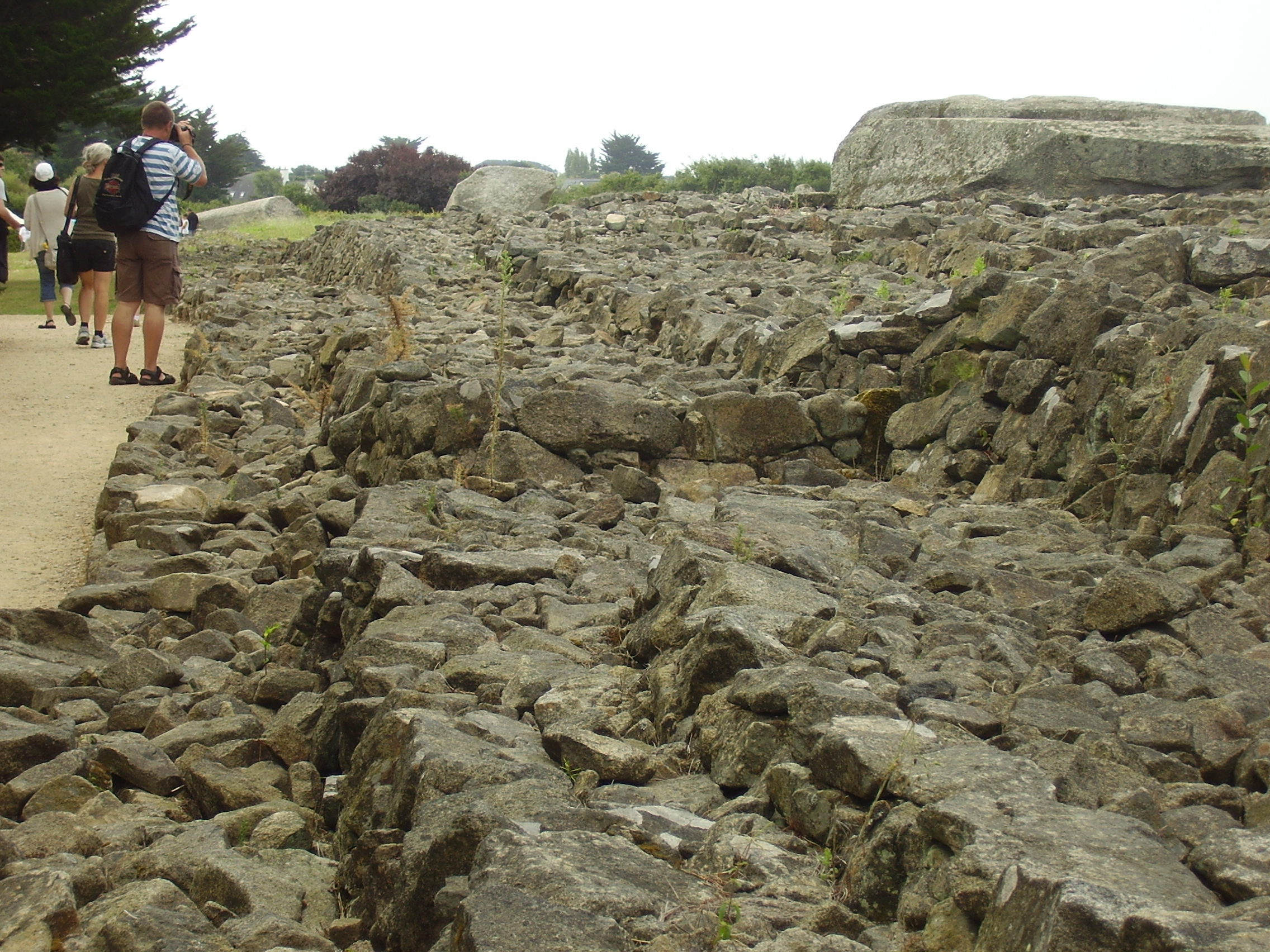
Vom Tumulus Er Grah sind nur die stufenförmig angelegten Grundmauern aus kleinen Bruchsteinen erhalten. Der große Stein am rechten Bildrand ist der Deckstein des Dolmens; die Megalithen im mittleren Hintergrund gehören zum Grand Menhir-Brisé
-Brisé

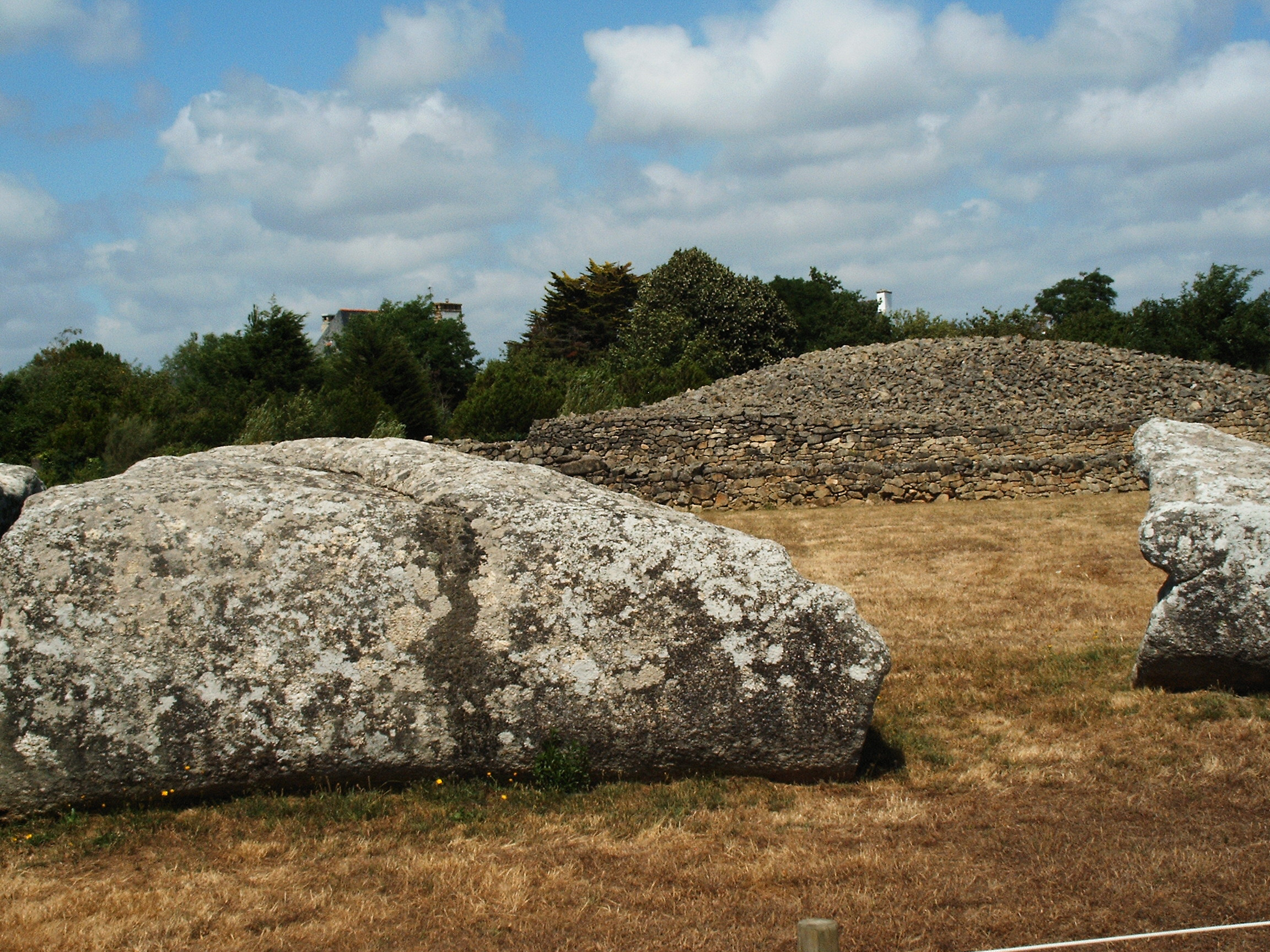
Er Grah – vorne der Grand Menhir

Dolmen und Tumulus von Er Grah (auch Er Groh bzw. Er Vinglé genannt) gehören zu den bedeutenden Megalithbauten im Bereich der archäologischen Zone des Golfs von Morbihan in der Bretagne. Das nur in Teilen erhaltene Bauwerk wurde im Jahr 1935 zum Monument historique erklärt.

## Lage
Das Bauwerk liegt innerhalb der archäologischen Stätten von Locmariaquer in unmittelbarer Nachbarschaft zur Table des Marchand und zum Grand Menhir-Brisé.

## Baugeschichte
Ausgrabungen in den 1980er Jahren haben ergeben, dass es um 4500 v. Chr. an dieser Stelle mehrere kleinere Grab- und Opferstätten in Form von Gruben gab, die von kleinen Stein- und Erdhügeln bedeckt waren; auch Feuerstellen wurden gefunden. Um das Jahr 4200 v. Chr. oder wenig später wurde der heute sichtbare Dolmen errichtet, dessen Deckstein aus dem Teilstück eines wahrscheinlich kurz vorher gewaltsam umgestürzten Menhirs besteht – größere Teilstücke desselben Steins finden sich als Decksteine der etwa zeitgleich errichteten Bauten der Table des Marchand und des Dolmens von Gavrinis. Der Dolmen von Er Grah war von einem runden Steinhügel (Cairn) ummantelt, dessen ehemalige Höhe unbekannt ist. In den nachfolgenden Jahrhunderten wurde der gesamte Komplex nach Norden und Süden erweitert und von einem langen, aber wohl nicht sehr hohen Tumulus überdeckt, der nur in seinen unteren Teilen aus kleinen Bruchsteinen bestand; der eigentliche Baukörper wurde aus Erde aufgeschüttet (vgl. Mané Lud), hier aber wohl zusätzlich mit Bruchsteinen abgedeckt. In mittelalterlicher Zeit – vielleicht auch schon früher – wurden dem Tumulus Bruchsteine entnommen, daher die Bezeichnung Er Vinglé (= der Steinbruch). Möglicherweise wurde auch Erde abgetragen – das nördliche Ende des Tumulus ist jedenfalls verkürzt; die Erde zwischen den Bruchsteinmauern fehlt völlig. Im Zuge der Ausgrabungs- und Restaurierungsarbeiten erhielten Dolmen und Tumulus ihre heute sichtbare Form.

## Architektur

### Dolmen
Der Dolmen von Er Grah gehört zu den wenigen bekannten geschlossenen Einzelgrabbauten aus der Zeit der Megalithkultur. Es wurden keine Steine gefunden, die auf einen von Megalithen gefassten und bedeckten Zugang hindeuten. In seinem Innern befanden sich möglicherweise Skelettreste und Grabbeigaben, die allerdings Grabräubern früherer Zeiten zum Opfer fielen. Die Größe der Deckenplatte beträgt etwa 3,85 m × 3,15 m bei einer Dicke von etwa 70 cm; die Ausmaße der Grabkammer sind entsprechend kleiner.

### Tumulus
Vom trapezförmigen etwa 140 m langen und zwischen 16 m und 26 m breiten Tumulus sind nur Teile der stufenförmig angelegten 'Grundmauern' aus Bruchsteinen erhalten. Man nimmt an, dass der Tumulus nicht sehr hoch war, so dass möglicherweise die Deckplatte des Dolmens sichtbar blieb.

### Steine
Die meisten der verwendeten Steine bestehen aus örtlich vorkommendem Granit; der Deckstein des Dolmens ist hingegen so genannter Orthogneis, der hauptsächlich bereits bei den älteren – später jedoch meist zerstörten und als Teilstücke wiederverwendeten – Großmenhiren in der Umgebung von Locmariaquer Verwendung fand.

## Ornamentik
Die Steine des Dolmens von Er Grah sind nicht ornamentiert.

## Bedeutung
Der Tumulus von Er Grah war einer der größten in der Bretagne (vgl. Mané Lud, Mané-er-Hroek, Cairn von Barnenez und Tumulus St. Michel bei Carnac). Der Dolmen war sicherlich einer hochgestellten Persönlichkeit vorhalten, war jedoch deutlich kleiner als die benachbarte Table des Marchand beziehungsweise der Dolmen von Gavrinis.
Die Zerstörung von Großmenhiren und die anschließende Wiederverwendung der Bruchstücke als Decksteine von Grab- bzw. Kult- oder Versammlungsbauten lassen auf einen tiefgreifenden kulturell-religiösen Wandel in der Zeit um 4200 v. Chr. schließen.